# 張海澎
張海澎博士（1963年—），是一名香港哲學學者、詩人。1963年出生於中國福建福清，後於1980年移居香港，曾做過工人，後擔任出版社編輯。。張海澎的作品因影射香港社會狀況,批評中共社會而受到關注。張海澎是李天命的學生。

## 著作書目
- 《語言無言──張海澎詩集》（2000 年）
- 《張海澎短詩選》（2001 年）
- 《分析邏輯──理性思維的基石》（香港，青年書屋，2004 年 6 月）
- 《思考方法──高中通識教育科適用》（香港，青年書屋，2009 年 10 月）
- 《谬誤》(待出版，較爲深入詳細討論理性思考的50種謬誤，其中多種謬誤為作者首創命名)

## 外部連結
- 思想者 | 思想俱樂部 - 張海澎為主要撰稿人之一。